# テオドシウス・ティング
テオドシウス・スティーヴンス・ティング（Theodosius Stevens Tyng、1849年11月26日 - 1927年10月19日）は、米国聖公会のアメリカ人宣教師、教育者。アメリカでの伝道活動の後、日本に派遣され、立教大学の前身の一つである聖テモテ学校を再興し、大阪・英和学舎（1887年、立教大学校と合併）を設立。熱心な指導により、優れた聖職者、実業人、教育者を輩出した。ジェームズ・ガーディナーの後任として立教学校（現・立教大学）校長も務めた。建築家としてもガーディナーの元で建築技術を学び、大阪・川口居留地内で初となる病院である聖バルナバ病院を設計した。

## 人物・経歴

### 誕生から来日まで
1849年11月26日、アメリカ・オハイオ州コロンバスに生まれる。ケニオン大学、コロンビア大学で学んだあと、ケンブリッジ神学校に入学した。
神学校卒業後、約5年間伝道活動を行い、1878年（明治11年）6月11日、米国聖公会海外委員会は、当時マサチューセッツ州ノースケンブリッジのセントジェームズ教会で牧師をしていたティングを宣教師に任命する。同年8月3日、ティング夫妻は、ニューヨークからイギリス経由で日本へ向けて出航し、同年11月25日に東京に到着。翌月12月13日、任地である大阪に到着し、アーサー・ラザフォード・モリスに迎えられ、定住することとなる。

### 聖テモテ学校の再興、英和学舎の創設
チャニング・ウィリアムズから大阪で1876年（明治9年）に廃校になった聖テモテ学校（立教大学の前身の一つ）の再興を一任されたティングは、1879年（明治12年）10月、聖テモテ学校の再開に力を注ぎ、新たに上福島村（現在の大阪市北区）に「英和学舎」として開校した。学校は4年制とし、校長のモリスに代わってティングが教務を見ることとなった。米国聖公会宣教医のヘンリー・ラニングも学校の創設に携わり、ティングやモリスらとともに教えた。これまで授業料は無料であったが、開校で生徒数が増加し経費が増すことから、月30銭徴収することとした。
学校の再興は、非常に困難な状況であったにもかかわらず、ティングは忍耐と誠意をもって学生を指導し、学校を再建したのであった。学校は、官立大阪高等中学校（後の旧制第三高等学校、現・京都大学）、京都の同志社と並び、関西の三大校と呼ばれ、教員は宣教師以外に、当時英文学の第一人者の名声を得ていた清水泰次郎、洋行帰りとして大変珍しがられた山中幸平、後に立教中学校初代校長となる左乙女豊秋らを擁し、英語では断然他を圧倒した。ティングの感化により、優れた聖職者、実業人、教育者が輩出されるが、のちに立教大学の初代学長となった元田作之進も教え子の一人である。その後、元田もティングの出身校である立教大学と同じ聖公会系の大学である米・コロンビア大学で学んでいる。のちに日本聖公会第2代邦人主教となる名出保太郎を始め、立教女学校（現・立教女学院）校長の小林彦五郎（立教大学教授）、平安女学院院長／校長の多川幾造、南海電気鉄道株式会社社長を務め、「大阪企業家ミュージアム」に殿堂入りしている大塚惟明、前述の左乙女豊秋、日本の近代昆虫学の基礎を築いた松村松年、さらには林虎之助なども英和学舎で学んだ。

### ミッションの繁栄と聖バルナバ病院の建設

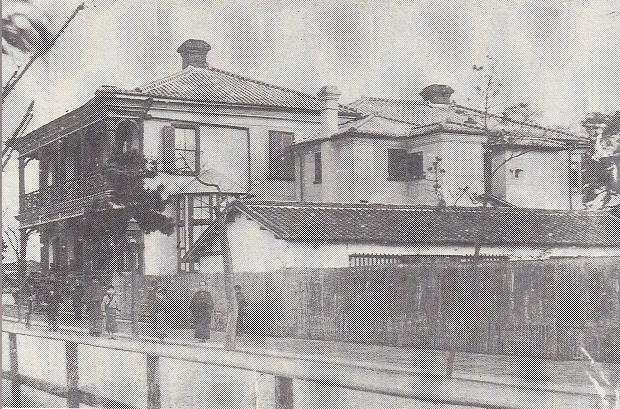
ティングが設計・建設に携わった川口居留地時代の聖バルナバ病院（1883年）

英和学舎（英語名：St. Timothy's School）は、ティングの精力的な管理の下、1880年（明治13年）5月には生徒数が50人近くに増えていた。英和学舎だけでなく同時期の大阪の米国聖公会ミッションも順調であった。女子校である照暗女学校（英語名：St. Agnes' School、のちの平安女学院）も繁栄し、ヘンリー・ラニング医師の医療活動も着実に拡大したことから、病院建設のプロジェクトが医師によって強く提唱され、本部へ必要な資金を訴えた。これにより、ニューヨーク教区の女性たちによる宣教師のための業務委員会が、必要な資金を引き上げることを約束した。1881年（明治14年）3月にも、ティングは英和学舎が繁栄していることを報告した。生徒の数は40人を超え、毎日新しい申し込みがあった。若すぎるという理由で断られた生徒も多かったことから、初等科の設立が望まれていた。この1881年（明治14年）に英和学舎は川口居留地21番に移転して校舎が新築された。

1882年（明治15年）には、東京・築地の立教学校校長のジェームズ・ガーディナーが設計した英和学舎の付属礼拝堂である聖テモテ教会（現・川口基督教会）の工事が建設工事が進行するが、この際、ガーディナーは工事管理に正式な建築教育を受けていないティングを入れて設計・建築技術を学ばせた。同年5月7日には、この大阪・英和学舎内の聖テモテ教会礼拝堂（教会堂）の落成を祝って、祈祷ならびに説教会が行われた。
また、同1882年（明治15年）には、日本初のシェイクスピア劇翻訳者となる河島敬蔵が、母校・聖テモテ学校の後身である英和学舎の教授に着任している。

こうした中、ティングは聖テモテ教会の建設で学んだ建築技術を活かして、大阪の新病院（川口居留地内で初となる病院）の設計及び建設監督をすることになり、1883年（明治16年）9月に、ラニングを院長として聖バルナバ病院が開設された。病院には当時最先端の器具が揃えられた。また、ティングは時間を見つけては144曲の讃美歌を収録した讃美歌集を作成した。

### 日本におけるカレッジ創設の訴求と立教大学校の創設
1859年（安政6年）に長崎でミッションを開設した当初から、米国聖公会では高等教育を行う男子校（カレッジ）を日本に設立することが最重要課題であったが、1881年（明治14年）に東京で在日米国聖公会宣教師会議が開かれた。ティングはそこで、日本人の学生に日々1時間接する聖職宣教師と外国人教授4人を配した、東京大学の文学コースと並ぶ学習課程を持つ、カレッジを創設する必要があると訴えた。このティングの論説は出席者たちの心を捉え、伝道事業の徹底のために速やかにカレッジを設立することが出席メンバーの大半の賛成によって決定されたのである。こうして、1883年（明治16年）に、東京築地に、米国式カレッジとして人文・社会科学と自然科学の多彩な科目を併せ持ち、ヨーロッパ中世以来のリベラル・アーツの伝統を色濃く引き継ぐ立教大学校が設立されることとなった。

### 大阪での活動
1884年（明治17年）のミッション年度報告（6月末に年度終了）は、最も心強いものであった。大阪では、聖体拝領者の数がほぼ倍増し、英和学舎には50人以上の生徒が、照暗女学校には34人の生徒がいた。聖なる慰めの礼拝堂（the Chapel of the Holy Comforter）の「淡路町チャペル」は繁栄し、新しい聖バルナバ病院は順調に運営され、4,073件の診療と47件の入院患者を治療した。この病院が設立したのは、婦人会会員の寛大な心によるものであった。この1884年は、それまでに数年間に比べ、より多くの宣教師が任命されて日本へ派遣されることとなった。バージニア州アレキサンドリアのミス・レベッカ F. フォールズ（Rebecca F. Falls）も照暗女学校（St. Agnes' School）の教師として1月8日に任命され、5月2日に大阪に到着。マサチューセッツ州ボストンのミス・メアリー・メイルズ（Mary Mailes）も2月12日に任命され、マキム夫人の女性たちの仕事を支援するために、5月16日に大阪に到着した。
この年、土屋元作（後の東京朝日新聞社政治部長、大阪時事新報社主筆）が父の大阪赴任に際して、英和学舎で学んだ。
1885年（明治18年）は、新たに日本へ派遣される宣教師の任命はなく、数名が辞職したため、駐在する米国聖公会ミッションの人員は多少減少したが、残った人々の努力は怠ることなく、照暗女学校（St. Agnes' School）の生徒数は36名から51名に増え、淡路町チャペル（the Chapel of the Holy Comforter）の全日制学校（the day-school）の生徒数は38名と繁栄していた。ウィリアムズは、洗礼の数が前年のほぼ2倍、堅信礼が3分の2以上、聖餐者が3分の1以上増えたと報告した。地方での活動も非常に有望であり、女性たちの活動は関心と励ましでいっぱいであった。聖バルナバ病院では、920名の外来患者が4869回受診し、病棟では74名が治療を受けていた。同年9月、立教女学校で教えていたミス・エマ・ウィリアムソン（Emma Williamson）が照暗女学校（St. Agnes' School）の担任となった。また同年、ラニング夫人が照暗女学校（St. Agnes' School）の校長を辞し、モリスが東京・三一神学校（のちの聖公会神学院）で教えるため大阪から東京に転任した。

### 英和学舎での学生運動
1886年（明治19年）3月には英和学舎で学生運動が起り、学校騒動が持ち上がった。日曜以外に土曜日も休みである事が学生たちの間で論議され、その結果、学校に対して2つの要求が出された。1つは官立学校と比べて勉強が1週1日ずつ遅れ、これが到底我慢できないこと、2つは治外法権等をたてに取って、何となく外国人が生徒を軽視していることが甚だ、けしからんこと、この2つの理由が徐々に熱を帯びて、同年の始めに小林彦五郎（後の立教女学校校長）、元田作之進（後の立教大学初代学長）が急先鋒となり、総退学の決意で校長のティングに要求を突きつけ、改善を求めた。しかし、要求は得るところがなく、明治政府成立以来の学校騒動が持ち上がり、学生50有余名のうち38名が、自由党志士が経営する共同学館へ転校し、英和学舎は一時閉校せざるを得ない状況となった。こうしたことも後述の背景とともに閉校の一因となり、翌年の1887年（明治20年）に英和学舎は築地の立教大学校と合併し、第3期東京時代が改めてスタートを切っていくこととなった。

### 一時アメリカへ帰国と英和学舎の閉校
1886年（明治19年）3月4日、ティング夫人と子供たちは、1885年（明治18年）11月に夫と彼女自身の7年の任期が満了したことから、米国に向けて出航し、一時帰国した。ティングは、紀伊半島にある人口1万人の五條市での仕事や上述の学生運動の対応などのため、6月まで出発を延ばさざるを得なかった。同年11月、ヘンリー・ペイジ（Henry D. Page）牧師が、ウィリアムズの指示により東京から大阪に移され、ティングが不在中の仕事を担当した。
1887年（明治20年）2月に、日本聖公会が成立すると、英米ミッションの教会と学校は整理されることとなり、同年3月、大阪・英和学舎は東京の立教大学校（現・立教大学）と合併して、大阪・英和学舎は閉校することとなった。学校合併の別の背景として、大阪・英和学舎（St. Timothy's School）は、立教大学校教授であったジョン・H・モリニュー（John H. Molineux）が校長を担当することになっていたが、モリニュー夫人の病気のために医師から帰国を命じられ、また、管理を担当できる者がいなかったため、学校を廃止することが最善であると判断されたのであった。奨学金を受けていた生徒とその他数名は、東京の立教大学校（セント・ポール校）に移された。同年10月、ティングは家族と共に日本へ再来日し、それぞれの仕事場に戻った。

### 関西での活動
この1887年の特筆すべき出来事は、上流階級の女性たちにキリスト教の影響を及ぼすために、在来のキリスト教徒が大阪婦人会を設立したことであった。この計画は好評を博し、7月には102名の会員を擁するまでになった。この事業には、ラニング夫人の貴重な援助があった。もう一つの重要な出来事は、奈良に立派な教会が建てられたことである。これは、日本人の改宗者が伝道局の援助なしに建てた最初の教会であった。奈良は、日本の古都であるとともに、日本の宗教の中心地で、どの街角にも寺院があり、京都を除いてどこよりも神権が強いところだった。また同年、聖書を女性に教えるミス・メイルズの仕事が、素晴らしい結果を生み、ラニング夫人とペイジ夫人も、女性の間で多くの貴重な仕事をした。また、聖バルナバ病院と東京の診療所では、医療業務が大幅に増加し、診療報酬は経常経費をまかなうのに十分すぎるほどであった。
1888年（明治21年）6月には、大阪の聖テモテ会（St. Timothy's、現・川口基督教会）、聖カンファ会（the Holy Comforter）、聖パウロ会（St. Paul's、現・大阪聖パウロ教会） の3つの会堂は、ペイジの指導するカテキスタ（catechist、伝教者）たちのもとで数を増やし、自立したものとなった。三位一体の日曜日には、ティングによって新しい会堂「聖ヨハネ（St. John's、現・大阪聖ヨハネ教会）」が組織され、すぐに18人の信徒が増え、30人が洗礼の準備をしていた。この年、照暗女学校（St. Agnes' School）は繁栄し、1年間の平均生徒数は75名となり、新しい校舎が完成すれば、さらに満足のいく結果が得られると期待された。大阪婦人会の会員数も約75名で、ブル女史（Miss Bull's）の指導は満足のいく結果を生んだ。ラニング夫人もまた、聖書クラス、英語、裁縫、料理などを教えて、貴重な援助を行った。メイルズ女史の女性に対する働きは非常に心強く、記録によれば、396回の授業に6,582人が出席し、674回の訪問に1,805人が出席している。10人の若い女性がアシスタントとして研修中であった。聖バルナバ病院は、外来患者数8,224人、入院患者数88人となり、病院の有用性を高め続けた。奈良で聖公会信徒の玉置格らが設立し、支援している学校「奈良英和学校」は、ドゥーマン氏（Mr. Dooman）の有能な指導の下で繁栄しており、生徒数は約125名であった。五條のキリスト教徒も英語学校を設立していた。クリスマス休暇中にウィリアムズ主教が大阪を訪れ、聖カンファ教会（the Church of the Holy Comforter）で11人、聖パウロ教会（St. Paul's）で11人、聖テモテ教会（St. Timothy's）で18人、聖ヨハネ教会（St. John's）で11人、合計51人に堅信礼を授けた。聖ヨハネ教会では大塚惟明が牧師を務めた。

### 敦賀、京都での伝道
1889年（明治22年）、敦賀で伝道が始まり、6月末頃に最初の礼拝が劇場を利用して行われた。同年12月には、ティングは大人5人と子供3人の洗礼を授けたことと、改宗者の一人で引退した医師が、30×48フィートの大きさの耐火倉庫を教会にするために提供すると申し出たことを現地から手紙で伝えている。カテキスタがこの地域を担当していた。
この年、東京、大阪に次ぐ人口27万人の都市、京都での活動が始まった。1889年（明治22年）11月16日には、聖公会により京都・五条橋東2丁目に五条講義所（京都で最初の聖公会講義所）が開設され、ティングと高橋敬が布教活動を開始し、同月には岡本かめが婦人伝道部として着任した。この時、日本家屋を借りて礼拝堂として使用し、3人の青年と1人の女性（すべて日本人）が説教と指導のために派遣されている。ティングは、12月1日に16人の聖餐者に主の晩餐を施したと書いている。
1890年（明治23年）11月には、京都・円山公園にてキリスト教説教会が開催され、ティングは「学術によりて基督を論ず」と題して講演を行う。聴衆は約60人であった。また夏ごろから、三条と五条の両講義所において、しばしば説教妨害があった。

### 関東、東京へ
1891年（明治24年）頃には、宇都宮で伝道を開始し、現在の宇都宮聖ヨハネ教会へと繋がっている。
1892年（明治25年）7月には、ティングはジェームズ・ガーディナーの後任として東京・築地にあった立教学校（現・立教大学）の校長に就任した。
1896年（明治29年）4月には、立教学校廃止に伴い設立された立教専修学校の初代校長と立教学校総理（現在の立教学院院長に相当）に就任した。1897年（明治30年）9月には神田錦町に開校した東京英語専修学校（1903年閉校）の初代校長に就任した。
1903年（明治36年）11月23日には、ティングの日本渡来25周年の記念祝会が大阪の泉布観能舞台にて開催された。内外の諸聖職者、教役者、ティングの門弟、友人のほか、川口基督教会、聖パウロ教会、聖約翰（ヨハネ）三教会の信徒等、300人が参集した。式は名出保太郎の司会で行われ、山田佑の開会の祈祷、名出によるティングの功績、次いで聖約翰三教会を代表して佐藤一造（大阪貿易学校長）の祝辞などがあった。ティングの多年に渡る苦難を超える並々ならぬ努力の軌跡が子弟らで涙ながらに語られた。